# Dům Zlatý kříž
Dům Zlatý kříž je řadový dům čp. 608/I, stojící na Staroměstském náměstí (č. 10) v Praze 1 mezi palácem Goltz-Kinských a nárožním domem U Zlatého slona. Od roku 1958 je chráněn jako kulturní památka.

## Historie
Na parcele stály původně dva gotické, v baroku přestavěné domy čp. 607/I a 608/I.  Byly zbořeny v roce 1904.
Dům byl postaven v roce 1906 podle návrhu architekta Richarda Klenky a stavitele Václava Romováčka, na místě starých domů čp. 607 a 608 zbořených v roce 1904. Později byl upraven v letech 1923, 1925, 1928, 1939 (pro pohřební ústav), 1958, 1972 a 1993.